# Desobediência
Desobediência, de acordo com o Código Penal Brasileiro, é um crime praticado pelo particular contra a Administração Pública. Consiste em desobedecer ordem legal de funcionário público no exercício da função. A pena prevista é de detenção, de 15 dias a 6 meses, e multa, segundo o artigo 330 do Código Penal.
De acordo com o Código Penal Português, é um crime praticado por "quem faltar à obediência devida a ordem ou a mandado legítimos, regularmente comunicados e emanados de autoridade ou funcionário competente", sendo punido com uma pena de prisão até um ano, no caso da desobediência simples, ou até dois anos, no caso da desobediência qualificada (definida como tal se houver um disposição legal nesse sentido).